# シマウマ書房
シマウマ書房（しまうましょぼう）は、愛知県名古屋市千種区にある古書店。

## 歴史

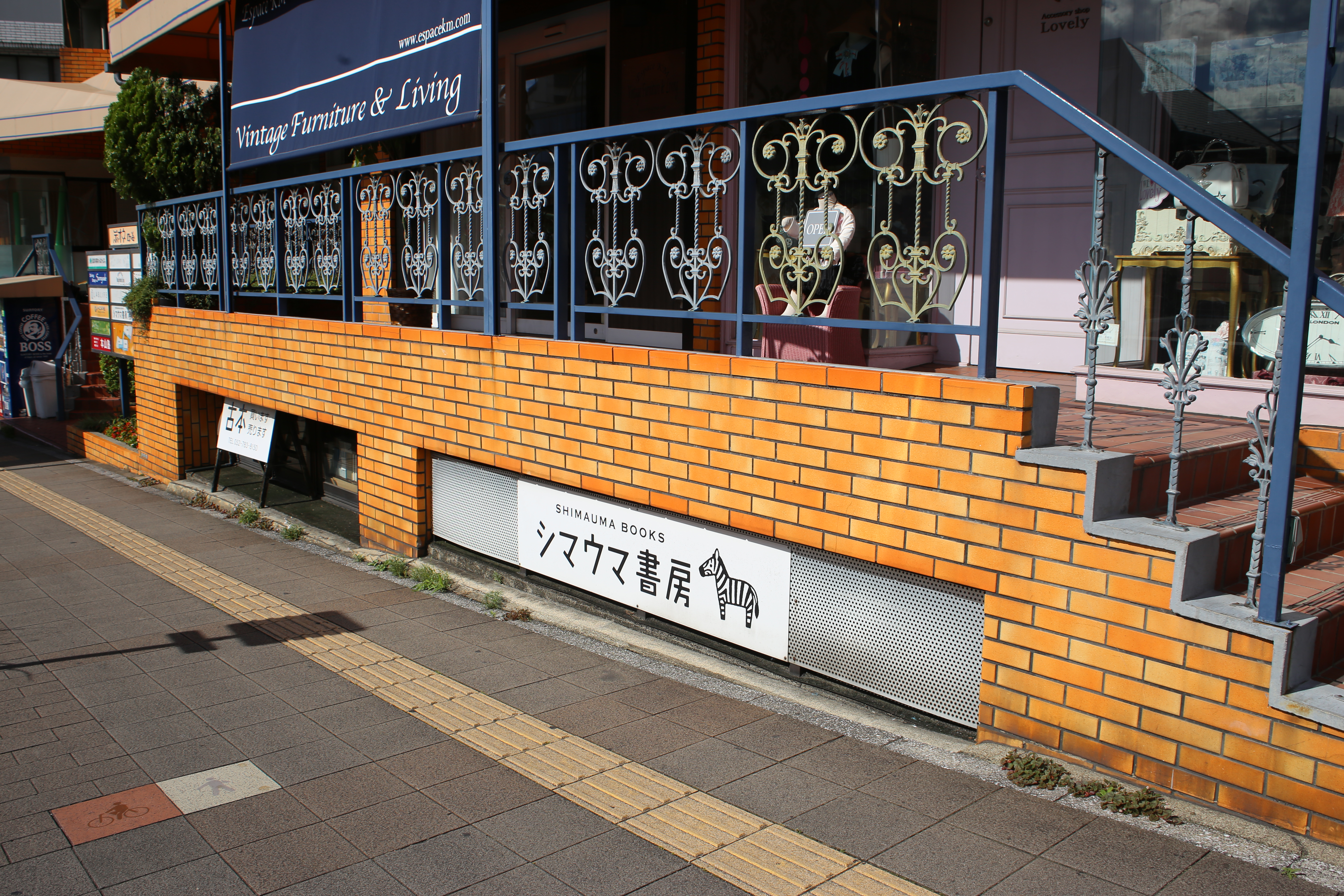
旧店舗の外観（千種区四谷通1-22　2018年6月撮影）

店主の鈴木創が、フリーライターや名古屋市内の古書店でのアルバイト経験を経て2006年4月に名古屋市千種区四谷通（本山）の「ディオネ四ツ谷」地下1階にシマウマ書房を開店した。
2015年1月25日にはJR千種駅近くの新刊書店であるちくさ正文館書店本店2階に2号店としてちくさ店を開店したが、同年12月に閉店している。
2019年4月に今池に店舗を移転した。

## 特徴
名古屋古書籍商業協同組合に所属している。古本業界では、新刊でも購入できるような新しい本を「白い本」、絶版となり古書でしか購入できない古い本を「黒い本」と呼ぶが、そのどちらも棚に並べる店であることから「シマウマ」という名前が付けられた。音楽ライブ、トークイベント、展示会などの企画を行うこともある。

## メディア掲載
マガジンハウスから発行されている雑誌『ポパイ』の2017年9月号の「本屋特集」には、名古屋からシマウマ書房、ちくさ正文館書店、オンリーディングの3店舗が紹介された。

## 関連出版物
鈴木がブックマークナゴヤの実行委員をした関係で、2012年には鈴木が企画・編集した『余白の時間 辻征夫さんの思い出』（八木幹夫著、1000部限定）という冊子を刊行している。2013年には愛知・岐阜・三重の古書店をできる限り集めた『なごや古本屋案内』（風媒社）が刊行された。

## 基礎情報
- 営業時間
  - 11時～18時
- 定休日
  - 火曜日、水曜日